# Saison 2021-2022 du Valenciennes FC
Maillots
Chronologie
Saison précédente Saison suivante
Après une onzième place obtenue l'année précédente, la saison 2021-2022 du Valenciennes FC est la huitième consécutive en Ligue 2.

## Avant-saison

### Transferts

#### Mercato estival
Lors de ce mercato, le VAFC voit notamment les départs de son gardien titulaire Jérôme Prior, de Malek Chergui et de l'expérimenté Jaba Kankava tous en fin de contrat. Pour les remplacer, le club fait confiance au jeune gardien espoir Lucas Chevalier qui arrive en prêt du LOSC, à Floyd Ayité et à Sambou Yatabaré qui arrivent libres.
Le VAFC réalise le grand coup de recruter l'ancien international français Mathieu Debuchy libre de tout contrat après son départ de l'AS Saint-Étienne.

#### Mercato hivernal
Lors de ce mercato hivernal, le Valenciennes FC voit la fin du prêt de Saturnin Allagbé au Dijon FCO et le départ de son défenseur espoir Ismaël Doukouré vers le RC Strasbourg. 
Le VAFC se renforce offensivement avec les arrivées d'Ugo Bonnet en provenance du Rodez AF et de Florian Martin libre de tout contrat depuis 6 mois.

## Compétitions

### Ligue 2

#### Classement
Extrait du classement de Ligue 2 2021-2022 :
| Rang | Équipe                         | Pts | J  | G  | N  | P  | Bp | Bc | Diff | Promotion, qualification ou relégation |
| ---- | ------------------------------ | --- | -- | -- | -- | -- | -- | -- | ---- | -------------------------------------- |
| 14   | Amiens SC                      | 44  | 38 | 9  | 17 | 12 | 43 | 4  | +39  |                                        |
| 15   | Grenoble Foot 38               | 44  | 38 | 12 | 8  | 18 | 32 | 44 | −12  |                                        |
| 16   | Valenciennes FC                | 44  | 38 | 10 | 14 | 14 | 34 | 47 | −13  |                                        |
| 17   | Rodez AF                       | 43  | 38 | 10 | 13 | 15 | 32 | 42 | −10  |                                        |
| 18   | Quevilly Rouen Métropole P (O) | 40  | 38 | 10 | 10 | 18 | 33 | 50 | −17  | Participation au barrage de relégation |

#### Évolution du classement et des résultats
| Journée  | 1  | 2  | 3  | 4  | 5  | 6  | 7  | 8  | 9  | 10 | 11 | 12 | 13 | 14 | 15 | 16 | 17 | 18 | 19 | 20 | 21 | 22 | 23 | 24 | 25 | 26 | 27 | 28 | 29 | 30 | 31 | 32 | 33 | 34 | 35 | 36 | 37 | 38 | Journées en tête | Journées promouvables | Journées barragistes de promotion | Journées barragistes de relégation | Journées relégables |
| -------- | -- | -- | -- | -- | -- | -- | -- | -- | -- | -- | -- | -- | -- | -- | -- | -- | -- | -- | -- | -- | -- | -- | -- | -- | -- | -- | -- | -- | -- | -- | -- | -- | -- | -- | -- | -- | -- | -- | ---------------- | --------------------- | --------------------------------- | ---------------------------------- | ------------------- |
| Rang     | 14 | 12 | 15 | 12 | 15 | 16 | 17 | 18 | 16 | 13 | 10 | 12 | 15 | 16 | 17 | 13 | 14 | 17 | 17 | 16 | 18 | 15 | 16 | 17 | 17 | 15 | 14 | 15 | 15 | 15 | 15 | 15 | 15 | 16 | 16 | 16 | 16 | 16 | —                | —                     | —                                 | 1                                  | —                   |
| Résultat | N  | N  | D  | G  | D  | D  | D  | N  | G  | G  | G  | D  | D  | D  | N  | G  | N  | D  | N  | N  | D  | G  | N  | D  | N  | G  | N  | N  | N  | G  | D  | D  | D  | D  | N  | N  | G  | G  | —                | —                     | —                                 | —                                  | —                   |

## Joueurs et encadrement technique

### Encadrement technique
Olivier Guégan est l'entraîneur du VAFC pour cette saison. Ahmed Kantari fait son retour en qualité d'adjoint, il remplace Nicolas Rabuel.
Le 4 novembre 2021, Guégan est remercié. Christophe Delmotte, entraîneur de la réserve, est appelé pour assurer l'intérim. Le 2 décembre, Delmotte est confirmé au poste d'entraîneur et prolonge jusqu'en 2024.

### Statistiques individuelles

#### Classement des buteurs
Ce tableau regroupe l'ensemble des buteurs du VAFC en Ligue 2.
| Pl. | Buteurs            | Buts |
| --- | ------------------ | ---- |
| 1   | Baptiste Guillaume | 6    |
| 2   | Ugo Bonnet         | 5    |
| 3   | Ilyes Hamache      | 4    |
| 3   | Gaëtan Robail      | 4    |
| 5   | Joffrey Cuffaut    | 3    |
| 5   | Sambou Yatabaré    | 3    |
| 7   | Floyd Ayité        | 2    |
| 7   | Emmanuel Ntim      | 2    |
| 9   | Aymen Boutoutaou   | 1    |
| 9   | Jawad Kalai        | 1    |
| 9   | Allan Linguet      | 1    |
| 9   | Mathis Picouleau   | 1    |

#### Classement des passeurs décisifs
Ce tableau regroupe l'ensemble des passeurs du VAFC en Ligue 2.
| Pl. | Passeurs           | Passes |
| --- | ------------------ | ------ |
| 1   | Gaëtan Robail      | 4      |
| 2   | Floyd Ayité        | 3      |
| 2   | Mohamed Kaba       | 3      |
| 4   | Baptiste Guillaume | 2      |
| 4   | Allan Linguet      | 2      |
| 4   | Quentin Lecoeuche  | 2      |
| 4   | Julien Masson      | 2      |
| 8   | Lucas Chevalier    | 1      |
| 8   | Noah Diliberto     | 1      |
| 8   | Abou Ouattara      | 1      |

### Récompenses et distinctions
Le club fait voter ses supporters pour désigner un joueur du mois parmi l'effectif du VAFC.
| Mois      | Vainqueurs      |
| --------- | --------------- |
| Juillet   | Julien Masson   |
| Août      | Gaëtan Robail   |
| Septembre | Mohamed Kaba    |
| Octobre   | Mohamed Kaba    |
| Novembre  | Ilyes Hamache   |
| Décembre  | Lucas Chevalier |
| Janvier   | Lucas Chevalier |
| Février   | Lucas Chevalier |
| Mars      | Ugo Bonnet      |
| Avril     | Lucas Chevalier |